# BSS (zespół muzyczny)
BSS (hangul: 부석순, znane również jako BooSeokSoon lub Seventeen BSS) – pierwsza podgrupa południowokoreańskiego boysbandu Seventeen. Powstała w 2018 roku i składa się z trzech członków Seventeen: DK, Hoshi i Seungkwan.

## Nazwa
BSS to akronim oznaczający BooSeokSoon, który składa się z sylaby pochodzącej od imienia każdego z członków zespołu: „Boo” od Boo Seungkwan, „Seok” od Lee Seokmin (DK) i „Soon” od Kwon Soonyoung (Hoshi). Nazwa została wymyślona przez fanów podczas okresu treningowego członków, przed oficjalnym debiutem jako Seventeen.

## Historia zespołu

### 2018: Powstanie i debiut
2 lutego 2018 roku DK, Hoshi i Seungkwan wspólnie wykonali utwór „Just Do It” po raz pierwszy na 2018 Seventeen 2nd Fan Meeting <SEVENTEEN in CARAT LAND>.  Chociaż początkowo planowano to jako specjalne jednorazowe wystąpienie podczas wydarzenia, nieoczekiwane przyjęcie piosenki przez fanów przyczyniło się do powstania pierwszej podgrupy Seventeen, BSS. W rezultacie zespół zadebiutował 21 marca 2018 roku, oficjalnie wydając „Just Do It”  jako singel cyfrowy.

### Od 2019: przerwa iSecond Wind
Prawie pięć lat po swoim debiucie, BSS ogłosiło swój pierwszy powrót 7 stycznia 2023 roku. Grupa wydała swój pierwszy singel album Second Wind 6 lutego 2023 roku, wraz z teledyskiem do głównego singla „Fighting”, w którym gościnnie wystąpiła Lee Young-ji. Album zawierał również dwa inne utwory, „Lunch” i „7PM”, z gościnnym udziałem norweskiego artysty Peder Elias. Pierwszego dnia po wydaniu Second Wind sprzedano ponad 478 000 kopii, bijąc rekord sprzedaży w pierwszym tygodniu dla albumu wydanego przez podjednostki k-popowej grupy. Do końca pierwszego tygodnia album sprzedał się w rekordowej liczbie 610 189 kopii.
15 lutego 2023 roku BSS zdobyli swoje pierwsze zwycięstwo w programie muzycznym w MBC M Show Champion z utworem „Fighting”,  a następnie wygrali także w M Countdown, Music Bank, Show! Music Core i Inkigayo. Po sukcesie swoich promocji BSS zdobyli nagrodę Best Performance of the Year na 2023 Asia Artist Awards, co przyniosło im pierwszego daesanga (nagrodę główną).
10 marca 2024 roku BSS wydali singiel „The Reasons of My Smiles” jako część ścieżki dźwiękowej do serialu Królowa Łez.27 grudnia ogłoszono, że 8 stycznia 2025 roku BSS wydadzą swój drugi single album, Teleparty, wraz z tytułowym utworem „CBZ (Prime Time)”.

## Członkowie
- DK (도겸) – lider[20]
- Hoshi (호시)
- Seungkwan (승관)

## Dyskografia

### Single

#### Singel albumy
| Rok  | Dane dot. albumu                                                                                  | Najwyższa pozycja | Najwyższa pozycja | Najwyższa pozycja | Sprzedaż                       |
| Rok  | Dane dot. albumu                                                                                  | KOR (Circle)      | GER               | JPN (Oricon)      | Sprzedaż                       |
| ---- | ------------------------------------------------------------------------------------------------- | ----------------- | ----------------- | ----------------- | ------------------------------ |
| 2023 | Second Wind - Wydany: 6 lutego 2023 - Wytwórnia: Pledis - Format: CD, digital download, streaming | 1                 | 76                | 3                 | - KOR: 756 410+ - JPN: 54 848+ |
| 2025 | Teleparty - Wydany: 8 stycznia 2025 - Wytwórnia: Pledis - Format: CD, digital download, streaming | 1                 | –                 | 2                 | - KOR: 713 615+ - JPN: 63 045+ |

Single cyfrowe
| Rok                                                       | Tytuł                       | Najwyższa pozycja | Najwyższa pozycja | Najwyższa pozycja | Najwyższa pozycja | Najwyższa pozycja | Album       |
| Rok                                                       | Tytuł                       | KOR               | KOR               | JAP Hot           | NZ Hot            | US World          | Album       |
| Rok                                                       | Tytuł                       | Circle            | Songs             | JAP Hot           | NZ Hot            | US World          | Album       |
| --------------------------------------------------------- | --------------------------- | ----------------- | ----------------- | ----------------- | ----------------- | ----------------- | ----------- |
| 2018                                                      | „Just Do It" (거침없이)     | 170               | –                 | –                 | –                 | –                 | –           |
| 2023                                                      | „Fighting" (z Lee Young-ji) | 5                 | 5                 | 1                 | –                 | 8                 | Second Wind |
| 2025                                                      | „CBZ (Prime Time)" (청바지) | 22                | –                 | 5                 | 40                | 10                | Teleparty   |
| „–” oznacza, że singiel nie był notowany na danej liście. |                             |                   |                   |                   |                   |                   |             |

#### Pozostałe utwory notowane
| Rok                                                       | Tytuł                 | Najwyższa pozycja | Najwyższa pozycja | Album       |
| Rok                                                       | Tytuł                 | KOR               | KOR               | Album       |
| Rok                                                       | Tytuł                 | Circle            | Songs             | Album       |
| --------------------------------------------------------- | --------------------- | ----------------- | ----------------- | ----------- |
| 2023                                                      | „Lunch"               | 65                | –                 | Second Wind |
| 2023                                                      | „7PM" (z Peder Elias) | 49                | –                 | Second Wind |
| „–” oznacza, że singiel nie był notowany na danej liście. |                       |                   |                   |             |